# 共産空白区
共産空白区（きょうさんくうはくく）とは、主に国政選挙において、日本共産党が候補者を擁立しない選挙区のことである。1959年以降40年以上にわたって続けられた「国政選挙全選挙区への候補者擁立」の方針が2004年に転換されたため、2005年・2009年の衆院選「共産空白区」ではそれまで一貫して共産党候補に投票してきたとみられる共産支持層の動向が注目された。

## 概説
日本共産党は1959年以降、国政選挙の選挙区選挙では全選挙区に公認候補または推薦候補を擁立する方針を取っており、衆議院選挙で小選挙区制が導入された1996年の衆院選以降も、その方針を貫いていた。以後日本共産党は、ごく少数の例外を除いて、実際に全ての選挙区で候補を擁立してきた。そのうちの大半では独自に公認候補を擁立しており、推薦候補は少なく、特に組織外の候補を推薦したケースはごく稀であった。
衆議院小選挙区制開始後1996年・2000年・2003年・2005年・2009年・2012年の6回での共産党候補の当選は1996年における2例しかなかった（推薦候補を含めても3例しかなかった。）し、さらに2000年の衆院選以降では、自民党と民主党の二大政党の流れの中に埋没し、得票数が有効投票総数の1割に満たず供託金が没収となった選挙区は2003年衆院選では全体の80%近くになるなど、選挙結果からみれば効果的だったとは言えず、全選挙区の擁立に対しては疑問の声があった。
一方、選挙区に候補者を擁立しないと選挙用はがきやビラ、ポスターの数が制限されるため、選挙活動が制限されて衆議院比例代表区や参院選・地方選挙といった他の政治活動へのデメリットがある、との擁護論もあった。実際に2005年衆院選では共産空白区では比例での得票が前回衆院選と比較して減ったという（しかし、候補を擁立した選挙区との比較では、特に減ってはいないとする反論もある）意見や、1959年以降の方針を転換して今さら候補者擁立を見送るにはいかない、などの意見もあったという。
しかし共産党候補の小選挙区擁立により、自民批判層の票が民主党など他の野党の候補と分散し、結果として自民党など与党系候補を利しているという意見が主に民主党支持者から出るなど、非自民の立場から共産党候補の撤退を主張する者も増え、共産党候補の全選挙区擁立への風当たりは強くなっていった。
2005年衆院選と2009年衆院選では従来の全選挙区擁立の方針を大きく変え、共産空白区が多数発生したが（後述）、2012年衆院選以降再び従来の全選挙区擁立の方針に回帰した（ただし、前述の通り沖縄2区のみ擁立しなかった）。
2014年衆院選では、基本的に全選挙区に擁立したが、しかしながら沖縄では2区に加え、3区、4区でも県知事選で翁長雄志を支援した枠組み（オール沖縄）を尊重し、他の党の候補を野党統一候補とし、擁立を見送ることになった。結果共産候補の赤嶺政賢が野党統一候補とされた1区で18年ぶりに小選挙区当選者が誕生したほか、他の小選挙区でも全てで野党統一候補が当選した。また他都道府県の選挙区でも民主党の空白区が増えたことで与党批判票を吸収し、供託金が没収となった選挙区は全体の33%に減少した。
2015年に第3次安倍内閣において集団的自衛権行使の限定容認を含めた平和安全法制が制定されたのをきっかけに、民主党（後の民進党）と日本共産党による野党共闘が開始された。2016年以降の国政選挙では、民進党系の政党と選挙協力を行うようになり、野党候補の一本化が進められ、これに合わせて共産党も選挙区から候補者を取り下げるようになり、結果的に共産空白区が多くなった。参議院一人区での共産党の公認候補者は第24回参議院議員通常選挙では香川県選挙区のみ、第25回参議院議員通常選挙では福井県選挙区のみの擁立となった。
2017年、民進党代表（当時）の前原誠司が民進党候補を小池百合子東京都知事が設立した希望の党の公認を申請させるといった方針を発表。共産党は希望の党を「自民党の補完勢力」と非難するとともに、かつての原則である全選挙区での擁立方針に立ち返ることを表明した。
民進党側の一部議員にも保守色の強い希望の党に忌避感を示す者は少なくなく、無所属出馬を選択した者やリベラル派が設立した新党立憲民主党に参加者の選挙区は基本的に共産党が候補者をおろす空白区となった。ただし希望の党公認を受けた候補者の選挙区でも地域での共闘事情に合わせ候補者擁立を見送った選挙区は存在する（岩手2区、香川1区、熊本1区）。
2021年の第49回衆議院議員総選挙の際には立憲民主党・共産党・社会民主党・国民民主党・れいわ新選組の枠組みで候補者の一本化が進められ、213の選挙区で一本化が実現し、その結果共産党の選挙区での公認候補は小選挙区制の導入以降最少となった。

## 空白区が増えた選挙

### 第44回衆院選
2004年11月、共産党はそれまでの方針を転換し、党の各都道府県委員会に衆院選における選挙区候補者擁立を義務付けない方針を示した。そして2005年の衆院選（いわゆる「郵政民営化選挙」）では、準備不足もあり、国政選挙としてはここ数十年では初めてとなる大量の共産空白区が発生した。衆議院解散直後は各メディアが共産空白区が100選挙区程度に上ると報道したが、その数字は下回って最終的には共産空白区は300選挙区中25選挙区にとどまった。
当時は自民・民主の二大政党が拮抗した状況で、全国で1割近くいる強固な共産支持層の動向は二大政党の勝敗を左右する、と注目された。共産党は「自民・民主両党は政策に大差が無く、わが党とは決定的に異なる。」としていたが、25選挙区ある共産空白区のうち16選挙区では自民党候補と民主党候補の一騎討ちという構図となり、護憲という立場では共産党と政策距離が近い社会民主党候補が存在した共産空白区は長崎4区のみの1選挙区であったため、反自民層の多い共産党支持者は、多くが野党、特に第一野党である民主党候補へ流れると予測された。毎日新聞によると、共産空白区において前回と民主党候補者が同じであった10選挙区（2003年衆院選で野党候補が社民党公認候補であったが2005年衆院選前に民主党に入党して民主党公認候補として立候補した大分3区を含む）の出口調査では共産支持層の最高で91%、最低でも58%が民主党候補に投票したと答え、大方の予測通り民主党に一定の上乗せがあったとされる（共産党候補を擁立している選挙区では共産支持層は90%近くが共産党候補に投票している）。しかし、共産空白区に限らず当時の小泉純一郎総理大臣の人気と「郵政民営化」を争点にした選挙戦術により与党候補が圧勝した選挙区が多かった上に、野党系候補の勝った選挙区は概ね元々野党の地盤が強い地域であることが多かったので、結果的には共産票がキャスティング・ボートを握るまでには至らなかった。
ちなみに、2005年衆院選では郵政国会で郵政民営化法案に反対票を投じた自民党候補（いわゆる「郵政造反組」）と与党が擁立した郵政民営化賛成候補（「刺客」と呼ばれた候補など）が対決した選挙区が共産空白区の中にも6選挙区あったが、静岡7区や広島6区など小泉劇場として全国的な注目を集め、地域住民だけでなく地域外の住民にも関心が非常に高まった選挙区となったにもかかわらず、共産党の候補がいなかったために全国やその地域に政策をアピールする絶好の機会を失ってしまった、という意見がある。

#### 第44回衆院選における共産空白区一覧
| 選挙区    | 与党候補   | 与党候補 | 自民系 反執行部候補 | 自民系 反執行部候補 | 自民系 反執行部候補 | 野党候補 （主に民主党候補） | 野党候補 （主に民主党候補） | 野党候補 （主に民主党候補） | 他候補 | 前回の 共産票 |
| --------- | ---------- | -------- | ------------------- | ------------------- | ------------------- | --------------------------- | --------------------------- | --------------------------- | ------ | ------------- |
| 岩手2区   | 鈴木俊一   | ○        | —                   | —                   | —                   | 畑浩治                      | ×                           | 22535                       | 0      | 10532         |
| 秋田3区   | 御法川信英 | ○        | —                   | —                   | —                   | 京野公子                    | ×                           | 31748                       | 79759  | 18276         |
| 山形2区   | 遠藤武彦   | ○        | —                   | —                   | —                   | 近藤洋介                    | △                           | 25131                       | 0      | 9094          |
| 福島3区   | 蓮実進     | ×        | —                   | —                   | —                   | 玄葉光一郎                  | ○                           | 77854                       | 0      | 7522          |
| 栃木2区   | 森山真弓   | ○        | —                   | —                   | —                   | 福田昭夫                    | △                           | 12297                       | 0      | 5506          |
| 栃木5区   | 茂木敏充   | ○        | —                   | —                   | —                   | 富岡芳忠                    | ×                           | 69093                       | 0      | 8445          |
| 石川3区   | 北村茂男   | ○        | —                   | —                   | —                   | 桑原豊                      | ×                           | 38752                       | 0      | 7972          |
| 山梨3区   | 小野次郎   | △        | 保坂武              | ○                   | 12341               | 後藤斎                      | △                           | 1943                        | 0      | 11555         |
| 静岡2区   | 原田令嗣   | ○        | —                   | —                   | —                   | 津川祥吾                    | ×                           | 36445                       | 0      | 14096         |
| 静岡4区   | 望月義夫   | ○        | —                   | —                   | —                   | 田村謙治                    | ×                           | 18715                       | 0      | 13795         |
| 静岡7区   | 片山さつき | ○        | 城内実              | ×                   | 748                 | 阿部卓也                    | ×                           | 23129                       | 0      | 9791          |
| 福井2区   | 山本拓     | ○        | —                   | —                   | —                   | 若泉征三                    | ×                           | 38741                       | 0      | 5118          |
| 福井3区   | 高木毅     | ○        | —                   | —                   | —                   | 玉村和夫                    | ×                           | 33283                       | 0      | 7781          |
| 三重4区   | 田村憲久   | ○        | —                   | —                   | —                   | 森本哲生                    | △                           | 13011                       | 0      | 10761         |
| 広島6区   | 堀江貴文   | ×        | 亀井静香            | ○                   | 26546               | 佐藤公治                    | ×                           | 42614                       | 3433   | 10846         |
| 長崎3区   | 谷川弥一   | ○        | —                   | —                   | —                   | 山田正彦                    | △                           | 9608                        | 0      | 5374          |
| 長崎4区   | 北村誠吾   | ○        | —                   | —                   | —                   | 宮島大典                    | ×                           | 30086                       | 27240  | 9284          |
| 熊本3区   | 松岡利勝   | ○        | 坂本哲志            | ×                   | 7892                | 中川浩一郎                  | ×                           | 53880                       | 0      | 4571          |
| 熊本4区   | 園田博之   | ○        | —                   | —                   | —                   | 松本基督                    | ×                           | 73211                       | 0      | 12262         |
| 熊本5区   | 金子恭之   | ○        | —                   | —                   | —                   | 後藤英友                    | ×                           | 39776                       | 0      | 11580         |
| 大分3区   | 岩屋毅     | ○        | —                   | —                   | —                   | 横光克彦                    | △                           | 14823                       | 0      | 6521          |
| 宮崎2区   | 上杉光弘   | ×        | 江藤拓              | ○                   | 39830               | 黒木健司                    | ×                           | 50045                       | 0      | 5708          |
| 宮崎3区   | 持永哲志   | ×        | 古川禎久            | ○                   | 20612               | 外山斎                      | ×                           | 80464                       | 0      | 10801         |
| 鹿児島2区 | 園田修光   | ×        | —                   | —                   | —                   | 徳田毅                      | ○                           | 15879                       | 44853  | 9903          |
| 鹿児島3区 | 宮路和明   | ○        | 松下忠洋            | ×                   | 23483               | 野間健                      | ×                           | 60862                       | 0      | 11042         |

※ 数字は与党候補との票差。自民系反執行部候補が当選した場合の落選した野党候補の数字は、自民系反執行部候補と野党候補の票差。

※ 自民系反執行部候補については、当選した郵政造反前議員と与党候補が当選した選挙区で民主党候補より多く当選した自民非推薦の自民系候補を記載。

結果 与党候補 19勝 自民系反執行部候補 4勝 野党候補 2勝

### 第45回衆院選
2007年9月8日、共産党の第5回中央委員会総会で次回衆院選候補擁立の目安として以下のように明示した。
1. 2007年7月の参院比例代表での得票率8%以上
2. これを満たす選挙区がない都道府県は最低1人擁立

その理由として「従来の全選挙区の候補擁立方針では多額の供託金没収などで党の負担がかかり、比例による議席獲得のためにもマイナスが大きい」とし、比例ブロックでの議席獲得に集中する考えを示した。
それにより、共産党候補の小選挙区擁立が全300選挙区中の約130選挙区前後になる見通しが報じられている。それにより衆議院小選挙区では第一野党である民主党候補に利が出て、与党自民党は苦しくなるのではないかと見られている。共産党の新方針が実質的に民主党への選挙協力になるのではないかとの見方に対し、共産党は「現在の党の力量を検討した結果で、現在の実力でいかに比例代表の得票を伸ばすかにあり、民主党を視野に入れた方針ではない」と否定した。
民主党は共産党に借りを作りたくないため、選挙協力を結ばない方針である。しかし、民主党は共産空白区には共産票への取り込みを模索するため護憲派候補を擁立する方針が検討された。
2009年に行われた衆院選では民主党が共産空白区でも非自民票を吸収して大勝して、政権交代を成し遂げた。

### 第24回以降の参院選・第48回以降の衆院選
前述の野党共闘が開始され、野党系の候補者の一本化が進められたため、共産党は旧民主系（民進党→立憲民主党・国民民主党）や社民党・れいわ新選組などの候補者や野党系無所属の候補者が立候補する選挙区を中心に候補者を取り下げたため、これらの選挙では結果的に共産空白区が大量に発生した。ただし2009年と異なり、共産党と旧民主系政党とは選挙協力が結ばれており、共産党が共闘相手の政党の候補者や無所属で立候補した野党統一候補に推薦を出す例もある。

## 1996年以降の衆院選小選挙区における共産党候補の供託金没収について
ここでは1996年以降の衆院選小選挙区における共産党候補の供託金没収について記載する。推薦候補は記載せず、公認候補のみを扱う。
| 回 | 年     | 当選者 | 供託金 | 供託金 | 総数 | 供託金没収金額 | 供託金 没収者 の割合 |
| 回 | 年     | 当選者 | 回収者 | 没収者 | 総数 | 供託金没収金額 | 供託金 没収者 の割合 |
| -- | ------ | ------ | ------ | ------ | ---- | -------------- | -------------------- |
| 41 | 1996年 | 2      | 188    | 109    | 299  | 3億2700万円    | 36.45%               |
| 42 | 2000年 | 0      | 170    | 130    | 300  | 3億9000万円    | 43.33%               |
| 43 | 2003年 | 0      | 65     | 235    | 300  | 7億0500万円    | 78.33%               |
| 44 | 2005年 | 0      | 52     | 223    | 275  | 6億6900万円    | 81.09%               |
| 45 | 2009年 | 0      | 28     | 124    | 152  | 3億7200万円    | 81.58%               |
| 46 | 2012年 | 0      | 54     | 245    | 299  | 7億6200万円    | 81.93%               |
| 47 | 2014年 | 1      | 196    | 96     | 292  | 2億8800万円    | 32.88%               |
| 48 | 2017年 | 1      | 121    | 85     | 206  | 2億5500万円    | 41.26%               |
| 49 | 2021年 | 1      | 60     | 43     | 103  | 1億2900万円    | 41.75%               |
| 50 | 2024年 | 1      | 70     | 143    | 213  | 4億2900万円    | 67.14%               |